# Baily (krater księżycowy)
Baily – niewielki krater uderzeniowy na Księżycu, położony pomiędzy Mare Frigoris na północy, a Lacus Mortis na południu. W kierunku południowo-południowo-zachodnim od krateru leży Bürg, a dalej na zachód Arystoteles.
Wnętrze krateru w przeszłości zostało zalane przez lawę, przez to tylko północna część krawędzi krateru jest nienaruszona. Wnętrze krateru jest płaskie, bez cech charakterystycznych czy śladów uderzeń. Krawędź krateru wznosi się na wysokość około 500 m.

## Satelickie kratery
Zgodnie z konwencją poniższe obiekty są identyfikowane na mapie Księżyca, umieszczając literę na boku krateru, którego środek jest najbliżej krateru Baily.
| Kirchhoff | Szerokość | Długość | Średnica |
| --------- | --------- | ------- | -------- |
| A         | 48,6° N   | 31,3° E | 16 km    |
| B         | 51,0° N   | 35,1° E | 7 km     |
| K         | 51,5° N   | 30,5° E | 3 km     |